# Estigmene testaceoflava
Estigmene testaceoflava là một loài bướm đêm thuộc phân họ Arctiinae, họ Erebidae.